# ميخائيل كاسترو
ميخائيل كاسترو (بالإنجليزية: Michael Castro)‏ هو أكاديمي وشاعر أمريكي، ولد في 1945 في نيويورك في الولايات المتحدة، وتوفي في 23 ديسمبر 2018 في يونيفرسيتي سيتي في الولايات المتحدة.